# 方丹勒丹
方丹勒丹（法語：Fontaine-le-Dun，法語發音：[fɔ̃tɛn lə dœ̃]）是法国滨海塞纳省的一个市镇，属于迪耶普区。

## 地名
“方丹”（Fontaine）意为“泉”。法语地名通名在“枫丹白露”（Fontainebleau）等少数拥有传统译名的地名中译作“枫丹”，不过在《世界地名翻译大辞典》、《世界地名译名词典》和《法国地图册》等主流地名译名类书籍资料中多译作“方丹”。

## 地理
方丹勒丹（49°48'47"N, 0°51'0"E）面积5.35 平方千米，位于法国诺曼底大区滨海塞纳省，该省份为法国北部沿海省份，其西部及北部濒大西洋英吉利海峡，东起顺时针与索姆省、瓦兹省、厄尔省和卡爾瓦多斯省接壤。
与方丹勒丹接壤的市镇（或旧市镇、城区）包括：欧蒂尼、格吕谢圣西梅翁。
方丹勒丹的时区为UTC+01:00、UTC+02:00（夏令时）。

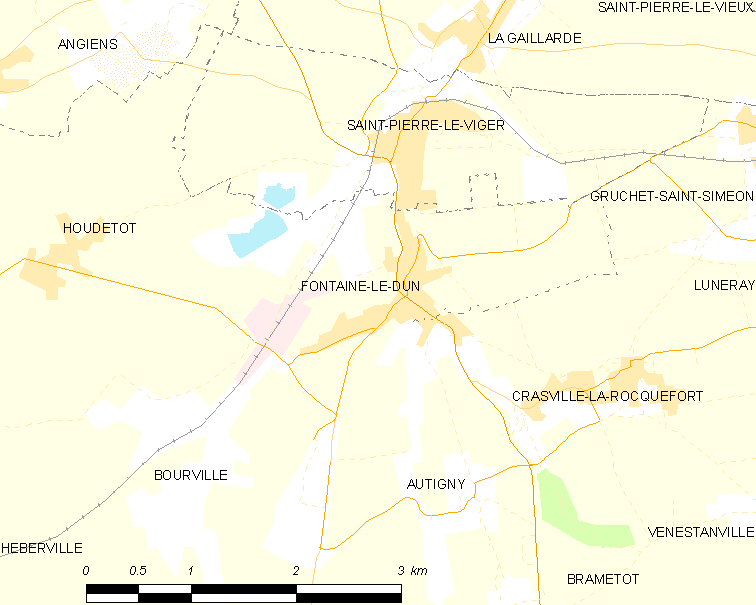
方丹勒丹的OSM定位图

## 行政
方丹勒丹的邮政编码为76740，INSEE市镇编码为76272。

## 政治
方丹勒丹所属的省级选区为科地区圣瓦勒里县。

## 人口

1962-2008年间方丹勒丹人口变化图示

方丹勒丹于2022年1月1日时的人口数量为876人。